# Санта-Барбара (Понта-Делгада)
Санта-Барбара (порт. Santa Bárbara) — район (фрегезия) в Португалии, входит в округ Азорские острова. Расположен на острове Сан-Мигел. Является составной частью муниципалитета Понта-Делгада. Население составляет 880 человек на 2001 год. Занимает площадь 8,71 км².
Покровителем района считается Святая Варвара (порт. Santa Bárbara).

## История
Район основан в 1986 году.